# Sárgaszemfoltos doktorhal
A sárgaszemfoltos doktorhal (Ctenochaetus strigosus) a sugarasúszójú halak (Actinopterygii) osztályának sügéralakúak (Perciformes) rendjébe, ezen belül a doktorhalfélék (Acanthuridae) családjába tartozó faj.

## Előfordulása
A sárgaszemfoltos doktorhal előfordulási területe a Csendes-óceán. Nyugaton Ausztrália vizeiben, míg keleten Hawaii és a Johnston-atoll között található meg.

## Megjelenése
Ez a hal elérheti a 15 centiméteres hosszúságot is. 14,5 centiméteresen felnőttnek számít. A hátúszóján 8 tüske és 25-28 sugár van, míg a farok alatti úszóján 3 tüske és 22-25 sugár látható. A szeme körül sárga folt van - innen ered a neve is -, a farokúszója csökevényesnek hat. A fejtől a hát közepéig és a melltájékig kékesen pontozott.

## Életmódja
Trópusi és tengeri hal, amely a korallzátonyokon él 1-113 méteres mélységekben. A 21-27 Celsius-fokos vízhőmérsékletet kedveli. A korallok között, valamint kavicsos és törmelékes terepeken lelhető fel. Szerves részecskékkel táplálkozik, amelyeket fésűszerű fogazatával váj ki a homokból. Nappal mozog és magányos.

## Szaporodása
Az ívási időszak alatt a hím és a nőstény párt alkotnak.

## Felhasználása
Ipari mértékű halászata van az akváriumok számára. Fogyasztásával vigyázni kell, mivel néha ciguatera-mérgezést okozhat.

## Képek

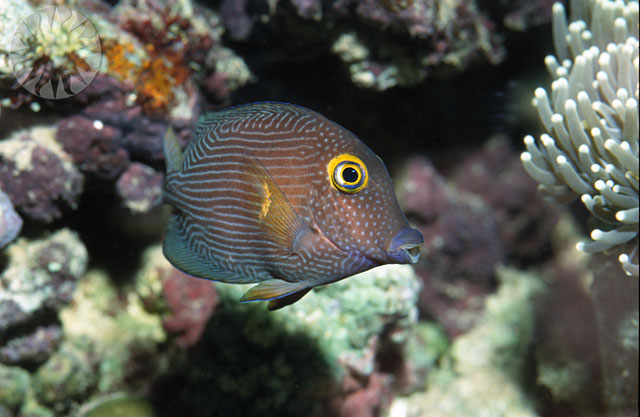
A sárgaszemfoltos doktorhal
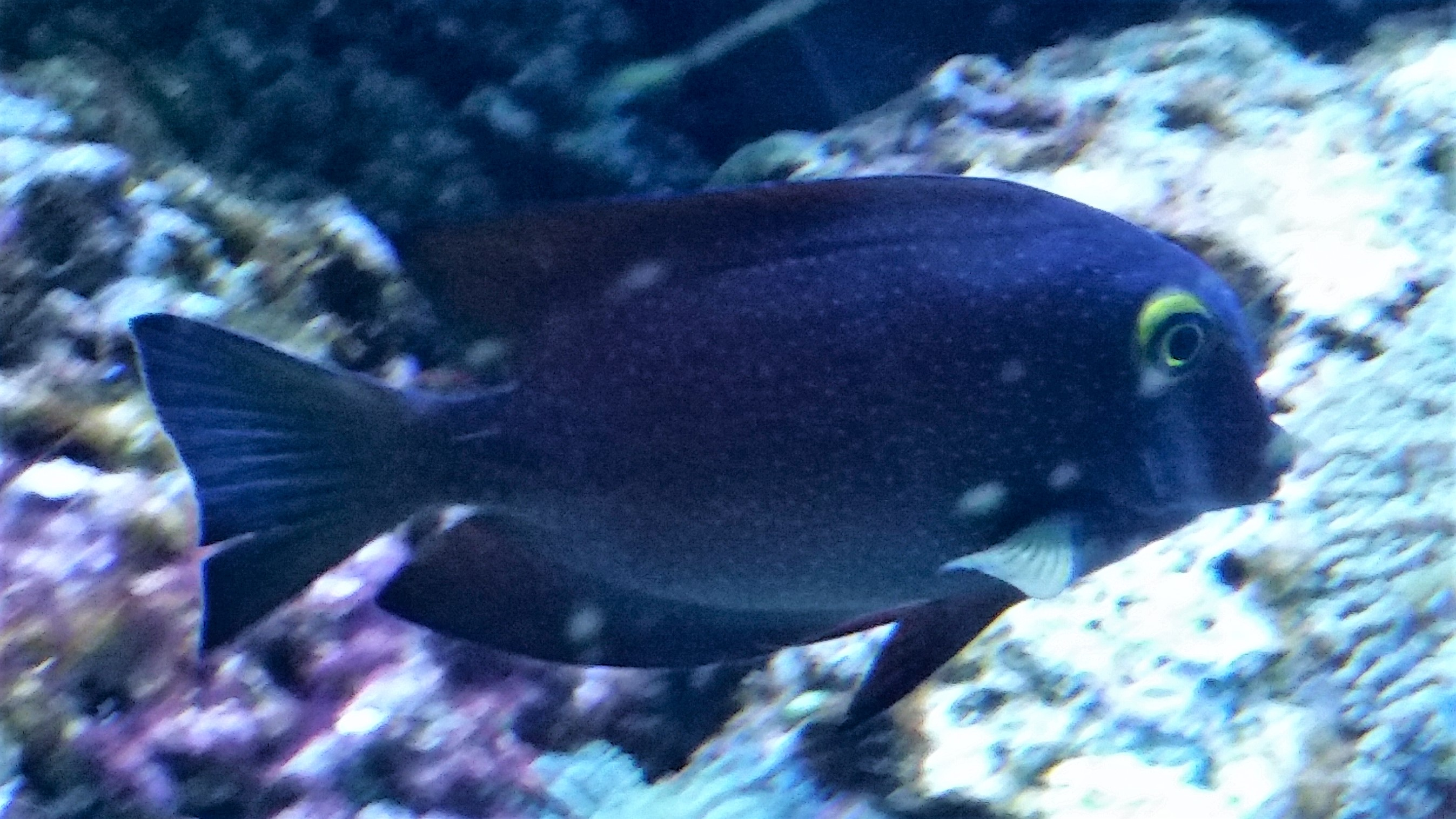
különböző
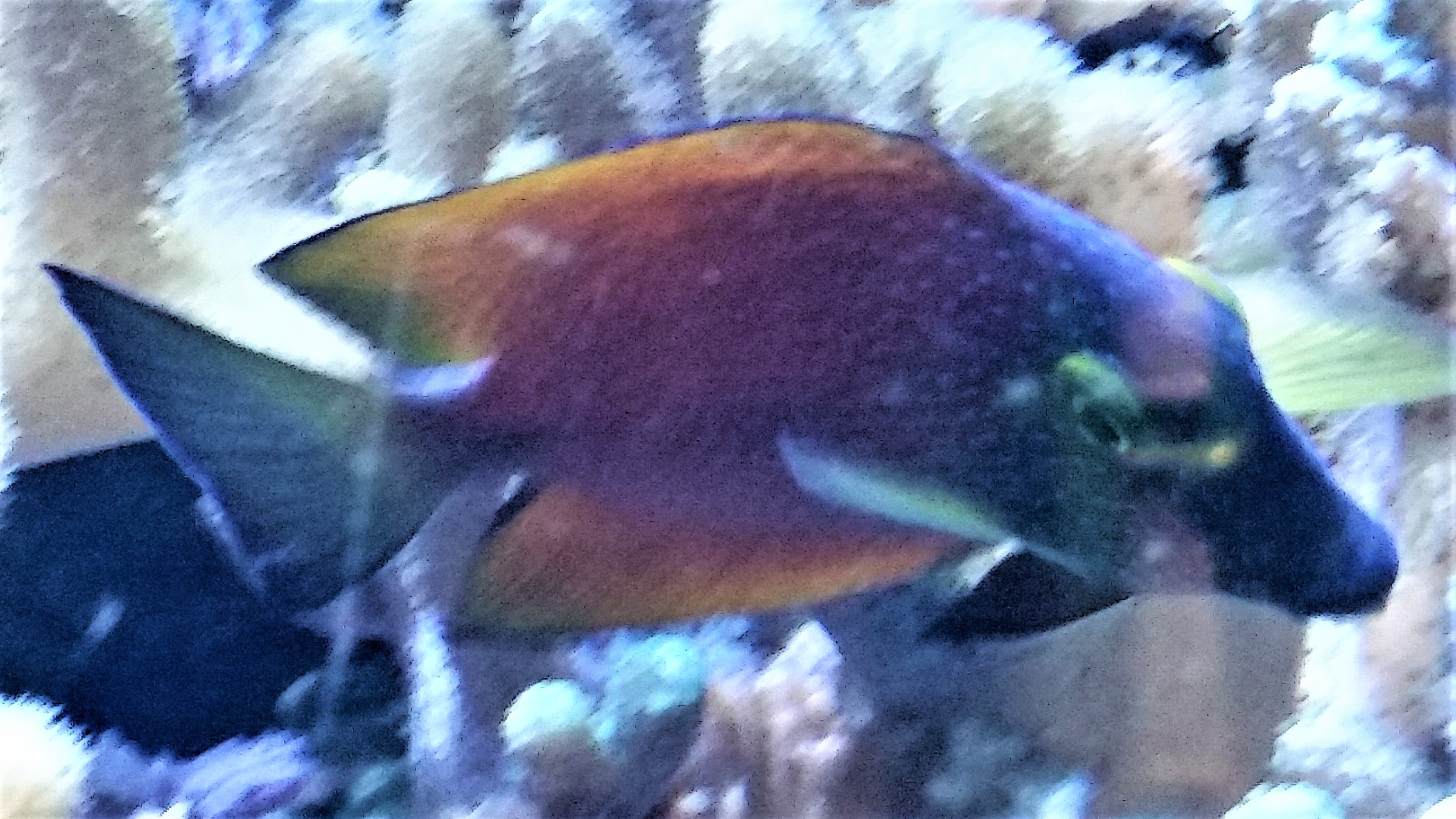
akváriumokban
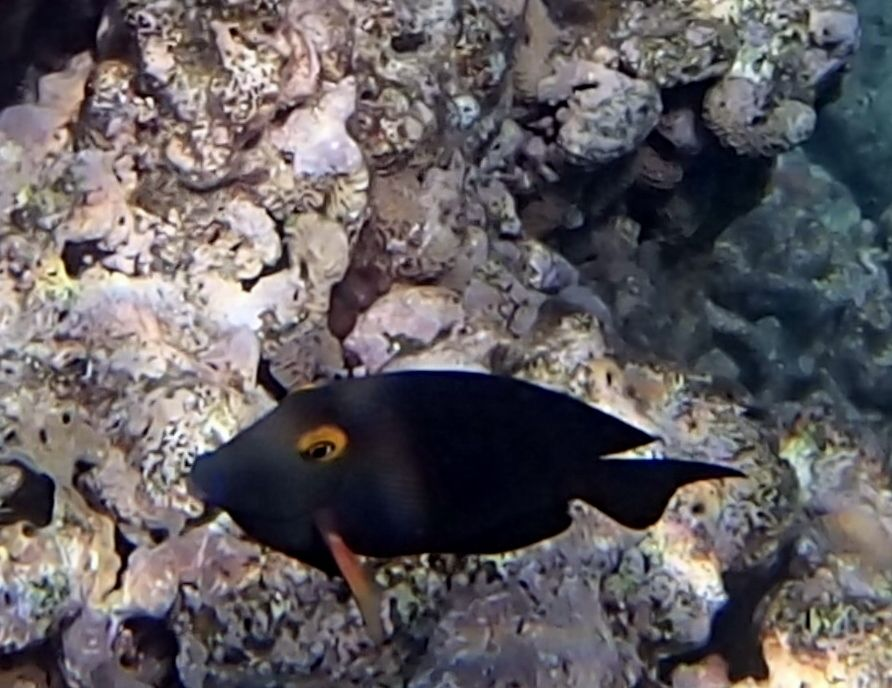
és szabadon